# گروه کالر
گروه کالر (انگلیسی: Color Group) شرکت کشتیرانی نروژی است، که در سال ۱۹۹۰ تأسیس شد.